# 7e étape du Tour de France 2024
Pour un article plus général, voir Tour de France 2024.
La 7e étape du Tour de France 2024 se déroule le vendredi 5 juillet 2024 sous la forme d'un contre-la-montre individuel entre Nuits-Saint-Georges et Gevrey-Chambertin en Côte-d'Or, sur une distance de 25,3 kilomètres.

## Parcours

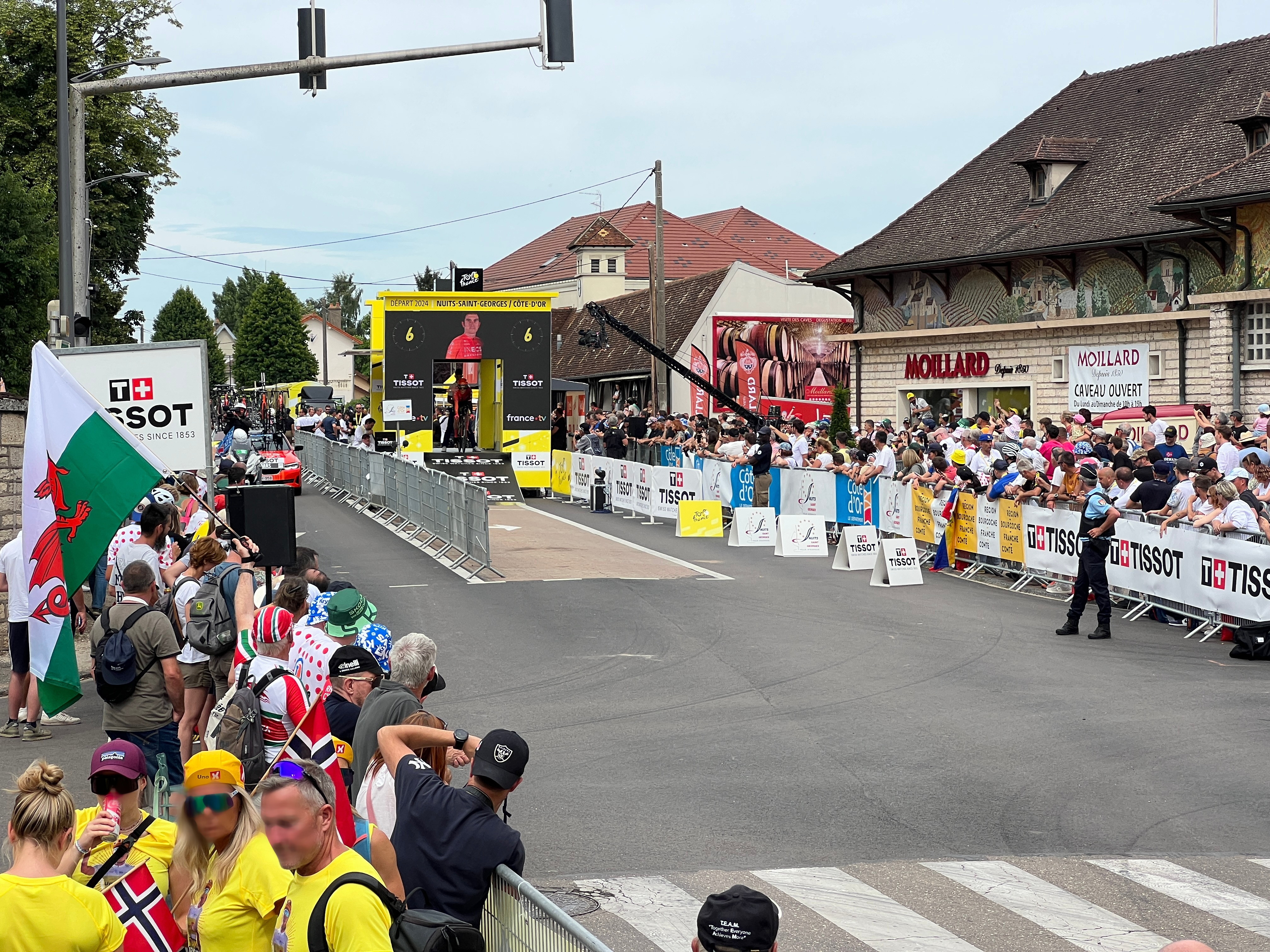
La ligne de départ.

Ce chrono se déroule non seulement à travers le vignoble de Bourgogne, inscrit sur la liste du Patrimoine mondial de l’UNESCO depuis 2015, mais aussi principalement en milieu boisé. Le parcours présente assez peu de relief si ce n'est la côte de Curtil-Vergy (1,6 km à 6,1 %) en première partie de l'étape. Trois temps intermédiaires sont pris à Messanges (km 8,6), Curley (km 14,4) et Morey-Saint-Denis (km 19,9).

## Déroulement de la course
Le Belge Victor Campenaerts conserve très longtemps le meilleur temps de ce contre-la-montre jusqu'aux résultats des quatre premiers du classement général qui le repoussent à la cinquième place. En tête aux trois passages intermédiaires, le champion du monde de la spécialité Remco Evenepoel gagne sa première étape sur le Tour de France, devenant le 109e coureur à avoir remporté une étape sur chacun des trois grands tours.

## Résultats
Cette section présente les résultats et prix obtenus au cours de l'étape.

### Classement de l'étape
| Classement de la 7e étape | Classement de la 7e étape | Classement de la 7e étape | Classement de la 7e étape | Classement de la 7e étape |
|                           | Coureur                   | Pays                      | Équipe                    | Temps                     |
| ------------------------- | ------------------------- | ------------------------- | ------------------------- | ------------------------- |
| 1er                       | Remco Evenepoel           | Belgique                  | Soudal Quick-Step         | en 28 min 52 s            |
| 2e                        | Tadej Pogačar             | Slovénie                  | UAE Team Emirates         | + 12 s                    |
| 3e                        | Primož Roglič             | Slovénie                  | Red Bull-Bora-Hansgrohe   | + 34 s                    |
| 4e                        | Jonas Vingegaard          | Danemark                  | Team Visma-Lease a Bike   | + 37 s                    |
| 5e                        | Victor Campenaerts        | Belgique                  | Lotto Dstny               | + 52 s                    |
| 6e                        | Kévin Vauquelin           | France                    | Arkéa-B&B Hotels          | + 52 s                    |
| 7e                        | Matteo Jorgenson          | États-Unis                | Team Visma-Lease a Bike   | + 54 s                    |
| 8e                        | João Almeida              | Portugal                  | UAE Team Emirates         | + 57 s                    |
| 9e                        | Ben Healy                 | Irlande                   | EF Education-EasyPost     | + 59 s                    |
| 10e                       | Stefan Küng               | Suisse                    | Groupama-FDJ              | + 1 min 0 s               |
| modifier                  |                           |                           |                           |                           |

### Classement aux points intermédiaires
| Classement intermédiaire no 1 Messanges (km 8,6) | Classement intermédiaire no 1 Messanges (km 8,6) | Classement intermédiaire no 1 Messanges (km 8,6) | Classement intermédiaire no 1 Messanges (km 8,6) | Classement intermédiaire no 1 Messanges (km 8,6) |
|                                                  | Coureur                                          | Pays                                             | Équipe                                           | Temps                                            |
| ------------------------------------------------ | ------------------------------------------------ | ------------------------------------------------ | ------------------------------------------------ | ------------------------------------------------ |
| 1er                                              | Remco Evenepoel                                  | Belgique                                         | Soudal Quick-Step                                | en 9 min 39 s                                    |
| 2e                                               | Tadej Pogačar                                    | Slovénie                                         | UAE Team Emirates                                | + 3 s                                            |
| 3e                                               | Jonas Vingegaard                                 | Danemark                                         | Team Visma-Lease a Bike                          | + 11 s                                           |
| 4e                                               | Primož Roglič                                    | Slovénie                                         | Red Bull-Bora-Hansgrohe                          | + 20 s                                           |
| 5e                                               | Stefan Küng                                      | Suisse                                           | Groupama-FDJ                                     | + 21 s                                           |
| 6e                                               | Ben Healy                                        | Irlande                                          | EF Education-EasyPost                            | + 21 s                                           |
| 7e                                               | Juan Ayuso                                       | Espagne                                          | UAE Team Emirates                                | + 29 s                                           |
| 8e                                               | Matteo Jorgenson                                 | États-Unis                                       | Team Visma-Lease a Bike                          | + 30 s                                           |
| 9e                                               | Aleksandr Vlasov                                 | Bannière neutre                                  | Red Bull-Bora-Hansgrohe                          | + 31 s                                           |
| 10e                                              | Ilan Van Wilder                                  | Belgique                                         | Soudal Quick-Step                                | + 32 s                                           |
| modifier                                         |                                                  |                                                  |                                                  |                                                  |

| Classement intermédiaire no 2 Curley (km 14,4) | Classement intermédiaire no 2 Curley (km 14,4) | Classement intermédiaire no 2 Curley (km 14,4) | Classement intermédiaire no 2 Curley (km 14,4) | Classement intermédiaire no 2 Curley (km 14,4) |
|                                                | Coureur                                        | Pays                                           | Équipe                                         | Temps                                          |
| ---------------------------------------------- | ---------------------------------------------- | ---------------------------------------------- | ---------------------------------------------- | ---------------------------------------------- |
| 1er                                            | Remco Evenepoel                                | Belgique                                       | Soudal Quick-Step                              | en 18 min 13 s                                 |
| 2e                                             | Tadej Pogačar                                  | Slovénie                                       | UAE Team Emirates                              | + 10 s                                         |
| 3e                                             | Jonas Vingegaard                               | Danemark                                       | Team Visma-Lease a Bike                        | + 23 s                                         |
| 4e                                             | Primož Roglič                                  | Slovénie                                       | Red Bull-Bora-Hansgrohe                        | + 38 s                                         |
| 5e                                             | Ben Healy                                      | Irlande                                        | EF Education-EasyPost                          | + 49 s                                         |
| 6e                                             | Kévin Vauquelin                                | France                                         | Arkéa-B&B Hotels                               | + 51 s                                         |
| 7e                                             | Victor Campenaerts                             | Belgique                                       | Lotto Dstny                                    | + 54 s                                         |
| 8e                                             | Matteo Jorgenson                               | États-Unis                                     | Team Visma-Lease a Bike                        | + 57 s                                         |
| 9e                                             | Aleksandr Vlasov                               | Bannière neutre                                | Red Bull-Bora-Hansgrohe                        | + 57 s                                         |
| 10e                                            | João Almeida                                   | Portugal                                       | UAE Team Emirates                              | + 58 s                                         |
| modifier                                       |                                                |                                                |                                                |                                                |

| \| Classement intermédiaire no 3 Morey-Saint-Denis (km 19,9) \| Classement intermédiaire no 3 Morey-Saint-Denis (km 19,9) \| Classement intermédiaire no 3 Morey-Saint-Denis (km 19,9) \| Classement intermédiaire no 3 Morey-Saint-Denis (km 19,9) \| Classement intermédiaire no 3 Morey-Saint-Denis (km 19,9) \| \| \| Coureur \| Pays \| Équipe \| Temps \| \| --------------------------------------------------------- \| --------------------------------------------------------- \| --------------------------------------------------------- \| --------------------------------------------------------- \| --------------------------------------------------------- \| \| 1er \| Remco Evenepoel \| Belgique \| Soudal Quick-Step \| en 23 min 5 s \| \| 2e \| Tadej Pogačar \| Slovénie \| UAE Team Emirates \| + 6 s \| \| 3e \| Jonas Vingegaard \| Danemark \| Team Visma-Lease a Bike \| + 28 s \| \| 4e \| Primož Roglič \| Slovénie \| Red Bull-Bora-Hansgrohe \| + 32 s \| \| 5e \| Matteo Jorgenson \| États-Unis \| Team Visma-Lease a Bike \| + 53 s \| \| 6e \| Kévin Vauquelin \| France \| Arkéa-B&B Hotels \| + 53 s \| \| 7e \| Ben Healy \| Irlande \| EF Education-EasyPost \| + 54 s \| \| 8e \| João Almeida \| Portugal \| UAE Team Emirates \| + 55 s \| \| 9e \| Victor Campenaerts \| Belgique \| Lotto Dstny \| + 57 s \| \| 10e \| Stefan Küng \| Suisse \| Groupama-FDJ \| + 59 s \| \| modifier \| \| \| \| \| |                    |            |                         |               |
| Classement intermédiaire no 3 Morey-Saint-Denis (km 19,9) |                    |            |                         |               |
| | Coureur            | Pays       | Équipe                  | Temps         |
| 1er | Remco Evenepoel    | Belgique   | Soudal Quick-Step       | en 23 min 5 s |
| 2e | Tadej Pogačar      | Slovénie   | UAE Team Emirates       | + 6 s         |
| 3e | Jonas Vingegaard   | Danemark   | Team Visma-Lease a Bike | + 28 s        |
| 4e | Primož Roglič      | Slovénie   | Red Bull-Bora-Hansgrohe | + 32 s        |
| 5e | Matteo Jorgenson   | États-Unis | Team Visma-Lease a Bike | + 53 s        |
| 6e | Kévin Vauquelin    | France     | Arkéa-B&B Hotels        | + 53 s        |
| 7e | Ben Healy          | Irlande    | EF Education-EasyPost   | + 54 s        |
| 8e | João Almeida       | Portugal   | UAE Team Emirates       | + 55 s        |
| 9e | Victor Campenaerts | Belgique   | Lotto Dstny             | + 57 s        |
| 10e | Stefan Küng        | Suisse     | Groupama-FDJ            | + 59 s        |
| modifier |                    |            |                         |               |

### Points attribués
| \| Arrivée d'étape Gevrey-Chambertin (km 25,3) \| Arrivée d'étape Gevrey-Chambertin (km 25,3) \| Arrivée d'étape Gevrey-Chambertin (km 25,3) \| Arrivée d'étape Gevrey-Chambertin (km 25,3) \| Arrivée d'étape Gevrey-Chambertin (km 25,3) \| \| ------------------------------------------- \| ------------------------------------------- \| ------------------------------------------- \| ------------------------------------------- \| ------------------------------------------- \| \| \| Coureur \| Pays \| Équipe \| Point(s) \| \| 1er \| Remco Evenepoel \| Belgique \| Soudal Quick-Step \| 20 \| \| 2e \| Tadej Pogačar \| Slovénie \| UAE Team Emirates \| 17 \| \| 3e \| Primož Roglič \| Slovénie \| Red Bull-Bora-Hansgrohe \| 15 \| \| 4e \| Jonas Vingegaard \| Danemark \| Team Visma-Lease a Bike \| 13 \| \| 5e \| Victor Campenaerts \| Belgique \| Lotto Dstny \| 11 \| \| 6e \| Kévin Vauquelin \| France \| Arkéa-B&B Hotels \| 10 \| \| 7e \| Matteo Jorgenson \| États-Unis \| Team Visma-Lease a Bike \| 9 \| \| 8e \| João Almeida \| Portugal \| UAE Team Emirates \| 8 \| \| 9e \| Ben Healy \| Irlande \| EF Education-EasyPost \| 7 \| \| 10e \| Stefan Küng \| Suisse \| Groupama-FDJ \| 6 \| \| 11e \| Aleksandr Vlasov \| Bannière neutre[3] \| Red Bull-Bora-Hansgrohe \| 5 \| \| 12e \| Stefan Bissegger \| Suisse \| EF Education-EasyPost \| 4 \| \| 13e \| Ilan Van Wilder \| Belgique \| Soudal Quick-Step \| 3 \| \| 14e \| Derek Gee \| Canada \| Israel-Premier Tech \| 2 \| \| 15e \| Juan Ayuso \| Espagne \| UAE Team Emirates \| 1 \| \| modifier \| \| \| \| \| |                    |                 |                         |          |
| Arrivée d'étape Gevrey-Chambertin (km 25,3) |                    |                 |                         |          |
| | Coureur            | Pays            | Équipe                  | Point(s) |
| 1er | Remco Evenepoel    | Belgique        | Soudal Quick-Step       | 20       |
| 2e | Tadej Pogačar      | Slovénie        | UAE Team Emirates       | 17       |
| 3e | Primož Roglič      | Slovénie        | Red Bull-Bora-Hansgrohe | 15       |
| 4e | Jonas Vingegaard   | Danemark        | Team Visma-Lease a Bike | 13       |
| 5e | Victor Campenaerts | Belgique        | Lotto Dstny             | 11       |
| 6e | Kévin Vauquelin    | France          | Arkéa-B&B Hotels        | 10       |
| 7e | Matteo Jorgenson   | États-Unis      | Team Visma-Lease a Bike | 9        |
| 8e | João Almeida       | Portugal        | UAE Team Emirates       | 8        |
| 9e | Ben Healy          | Irlande         | EF Education-EasyPost   | 7        |
| 10e | Stefan Küng        | Suisse          | Groupama-FDJ            | 6        |
| 11e | Aleksandr Vlasov   | Bannière neutre | Red Bull-Bora-Hansgrohe | 5        |
| 12e | Stefan Bissegger   | Suisse          | EF Education-EasyPost   | 4        |
| 13e | Ilan Van Wilder    | Belgique        | Soudal Quick-Step       | 3        |
| 14e | Derek Gee          | Canada          | Israel-Premier Tech     | 2        |
| 15e | Juan Ayuso         | Espagne         | UAE Team Emirates       | 1        |
| modifier |                    |                 |                         |          |

## Classements à l'issue de l'étape
Cette section présente le classement général et les différents classements annexes à l'issue de l'étape.

### Classement général
| Classement général | Classement général | Classement général | Classement général      | Classement général  |
|                    | Coureur            | Pays               | Équipe                  | Temps               |
| ------------------ | ------------------ | ------------------ | ----------------------- | ------------------- |
| 1er                | Tadej Pogačar      | Slovénie           | UAE Team Emirates       | en 27 h 16 min 23 s |
| 2e                 | Remco Evenepoel    | Belgique           | Soudal Quick-Step       | + 33 s              |
| 3e                 | Jonas Vingegaard   | Danemark           | Team Visma-Lease a Bike | + 1 min 15 s        |
| 4e                 | Primož Roglič      | Slovénie           | Red Bull-Bora-Hansgrohe | + 1 min 36 s        |
| 5e                 | Juan Ayuso         | Espagne            | UAE Team Emirates       | + 2 min 16 s        |
| 6e                 | João Almeida       | Portugal           | UAE Team Emirates       | + 2 min 17 s        |
| 7e                 | Carlos Rodríguez   | Espagne            | Ineos Grenadiers        | + 2 min 31 s        |
| 8e                 | Mikel Landa        | Espagne            | Soudal Quick-Step       | + 3 min 35 s        |
| 9e                 | Matteo Jorgenson   | États-Unis         | Team Visma-Lease a Bike | + 4 min 3 s         |
| 10e                | Aleksandr Vlasov   | Bannière neutre    | Red Bull-Bora-Hansgrohe | + 4 min 36 s        |
| modifier           |                    |                    |                         |                     |

| Classement par points | Classement par points | Classement par points | Classement par points | Classement par points |
| --------------------- | --------------------- | --------------------- | --------------------- | --------------------- |
|                       | Coureur               | Pays                  | Équipe                | Point(s)              |
| 1er                   | Biniam Girmay         | Érythrée              | Intermarché-Wanty     | 149 points            |
| 2e                    | Mads Pedersen         | Danemark              | Lidl-Trek             | 111 pts               |
| 3e                    | Jonas Abrahamsen      | Norvège               | Uno-X Mobility        | 87 pts                |
| 4e                    | Jasper Philipsen      | Belgique              | Alpecin-Deceuninck    | 85 pts                |
| 5e                    | Bryan Coquard         | France                | Cofidis               | 75 pts                |
| 6e                    | Fernando Gaviria      | Colombie              | Movistar Team         | 73 pts                |
| 7e                    | Dylan Groenewegen     | Pays-Bas              | Team Jayco AlUla      | 71 pts                |
| 8e                    | Kévin Vauquelin       | France                | Arkéa-B&B Hotels      | 70 pts                |
| 9e                    | Arnaud De Lie         | Belgique              | Lotto Dstny           | 64 pts                |
| 10e                   | Arnaud Démare         | France                | Arkéa-B&B Hotels      | 63 pts                |
| modifier              |                       |                       |                       |                       |

| Classement du meilleur grimpeur | Classement du meilleur grimpeur | Classement du meilleur grimpeur | Classement du meilleur grimpeur | Classement du meilleur grimpeur |
| ------------------------------- | ------------------------------- | ------------------------------- | ------------------------------- | ------------------------------- |
|                                 | Coureur                         | Pays                            | Équipe                          | Point(s)                        |
| 1er                             | Jonas Abrahamsen                | Norvège                         | Uno-X Mobility                  | 26 points                       |
| 2e                              | Tadej Pogačar                   | Slovénie                        | UAE Team Emirates               | 20 pts                          |
| 3e                              | Valentin Madouas                | France                          | Groupama-FDJ                    | 16 pts                          |
| 4e                              | Jonas Vingegaard                | Danemark                        | Team Visma-Lease a Bike         | 15 pts                          |
| 5e                              | Remco Evenepoel                 | Belgique                        | Soudal Quick-Step               | 12 pts                          |
| 6e                              | Stephen Williams                | Royaume-Uni                     | Israel-Premier Tech             | 10 pts                          |
| 7e                              | Carlos Rodríguez                | Espagne                         | Ineos Grenadiers                | 10 pts                          |
| 8e                              | Frank van den Broek             | Pays-Bas                        | Team dsm-firmenich PostNL       | 9 pts                           |
| 9e                              | Ion Izagirre                    | Espagne                         | Cofidis                         | 8 pts                           |
| 10e                             | Juan Ayuso                      | Espagne                         | UAE Team Emirates               | 8 pts                           |
| modifier                        |                                 |                                 |                                 |                                 |

| Classement général du meilleur jeune | Classement général du meilleur jeune | Classement général du meilleur jeune | Classement général du meilleur jeune | Classement général du meilleur jeune |
|                                      | Coureur                              | Pays                                 | Équipe                               | Temps                                |
| ------------------------------------ | ------------------------------------ | ------------------------------------ | ------------------------------------ | ------------------------------------ |
| 1er                                  | Remco Evenepoel                      | Belgique                             | Soudal Quick-Step                    | en 27 h 16 min 56 s                  |
| 2e                                   | Juan Ayuso                           | Espagne                              | UAE Team Emirates                    | + 1 min 43 s                         |
| 3e                                   | Carlos Rodríguez                     | Espagne                              | Ineos Grenadiers                     | + 1 min 58 s                         |
| 4e                                   | Matteo Jorgenson                     | États-Unis                           | Team Visma-Lease a Bike              | + 3 min 30 s                         |
| 5e                                   | Santiago Buitrago                    | Colombie                             | Bahrain Victorious                   | + 5 min 20 s                         |
| 6e                                   | Ilan Van Wilder                      | Belgique                             | Soudal Quick-Step                    | + 6 min 10 s                         |
| 7e                                   | Ben Healy                            | Irlande                              | EF Education-EasyPost                | + 8 min 26 s                         |
| 8e                                   | Javier Romo                          | Espagne                              | Movistar Team                        | + 12 min 40 s                        |
| 9e                                   | Tom Pidcock                          | Royaume-Uni                          | Ineos Grenadiers                     | + 18 min 0 s                         |
| 10e                                  | Oscar Onley                          | Royaume-Uni                          | Team dsm-firmenich PostNL            | + 20 min 2 s                         |
| modifier                             |                                      |                                      |                                      |                                      |

| Classement par équipes | Classement par équipes    | Classement par équipes | Classement par équipes |
|                        | Équipe                    | Pays                   | Temps                  |
| ---------------------- | ------------------------- | ---------------------- | ---------------------- |
| 1re                    | UAE Team Emirates         | Émirats arabes unis    | en 81 h 54 min 4 s     |
| 2e                     | Soudal Quick-Step         | Belgique               | + 6 min 4 s            |
| 3e                     | Red Bull-Bora-Hansgrohe   | Allemagne              | + 7 min 41 s           |
| 4e                     | Ineos Grenadiers          | Royaume-Uni            | + 8 min 31 s           |
| 5e                     | Bahrain Victorious        | Bahreïn                | + 14 min 33 s          |
| 6e                     | Movistar Team             | Espagne                | + 16 min 1 s           |
| 7e                     | Team Visma-Lease a Bike   | Pays-Bas               | + 18 min 34 s          |
| 8e                     | EF Education-EasyPost     | États-Unis             | + 25 min 53 s          |
| 9e                     | Lidl-Trek                 | États-Unis             | + 34 min 32 s          |
| 10e                    | Team dsm-firmenich PostNL | Pays-Bas               | + 43 min 2 s           |
| modifier               |                           |                        |                        |

## Abandons
Aucun coureur n'a abandonné.